# Slava Seidel
Slava Seidel (* 1974 in Krywyj Rih, Ukrainische SSR) ist eine deutsche Künstlerin auf dem Gebiet der Malerei und Zeichnungen.

## Werdegang
Slava Seidels höhere Ausbildung begann 1991 am Rerich College in St. Petersburg, hier studierte sie bis 1995 Innenarchitektur. Daraufhin arbeitete sie einige Jahre als Bühnenbildnerin, bevor sie 2002 nach Deutschland kam und ihr Studium an der Städelschule in Frankfurt am Main begann. 2008 schloss sie dort ihr Studium als Meisterschülerin unter Christa Näher ab.
Seidel lebt und arbeitet in Wetzlar.

## Stil
Seidels Werke werden dem Surrealismus oder Capriccio zugeordnet.
Wiederkehrende Motive ihrer Kunst sind barocke Elemente und Kuppelbauten, architektonische Bauten, Landschaften. Slava Seidel arbeitet mit Sepiatusche und Ölfarben.

## Preise, Förderungen
- 2018 Phönix Kunstpreis[6]
- 2013 Stipendium Künstlerhaus Hooksiel
- 2012 Stipendium Atelierhaus Salzamt Linz
- 2011 Stipendium Werkstatt Plettenberg

## Einzelausstellungen (Auswahl)
- 2020 „Magic Spaces“ Alp Galleries[7]
- 2019 „Sepitopia“ Heitsch Gallery München[8]
- 2018 „Phönix Kunstpreis“ Evangelische Akademie Tutzing
- 2017 „Edge of Illusion“ Heitsch Galerie München[9]
- 2014 „Slava Seidel“ Kunstverein Lemgo, Städtische Galerie im Eichenmüllerhaus Lemgo

## Gruppenausstellungen (Auswahl)
- 2022 „For the Love of the Master“, The Coach House Gallery, Dublin Castle and the Casino at Marino, Dublin Ireland
- 2017 „Berlin Art Week“ SØR Rusche Sammlung
- 2015 „Franz Josef Strauß. Die Macht der Bilder“ Münchner Stadtmuseum
- 2013 „Tierstücke“ Museum Abtei Liesborn
- 2013 „Barocke Elemente in der aktuellen Kunst“ Kallmann-Museum
- 2010 „Détournement Venise“ Palazzo Albrizzi Cannaregio, Biennale di Venezia
- 2008 Nassauischer Kunstverein Wiesbaden
- 2005 „Wide Bridge“, Joensuu Art Museum u. Kajaani Art Museum Finnland

## Veröffentlichungen
- „Kunstwelten“ 2012, boesner GmbH & innovations